# Herman Nauwincx
Herman Nauwincx ou Herman Naiwincx (27 octobre 1623, Amsterdam ou Schoonhoven - vers 1670, Hambourg) est un peintre, graveur et marchand d'art néerlandais du siècle d'or. Il se spécialise dans la peinture de paysages.

## Biographie

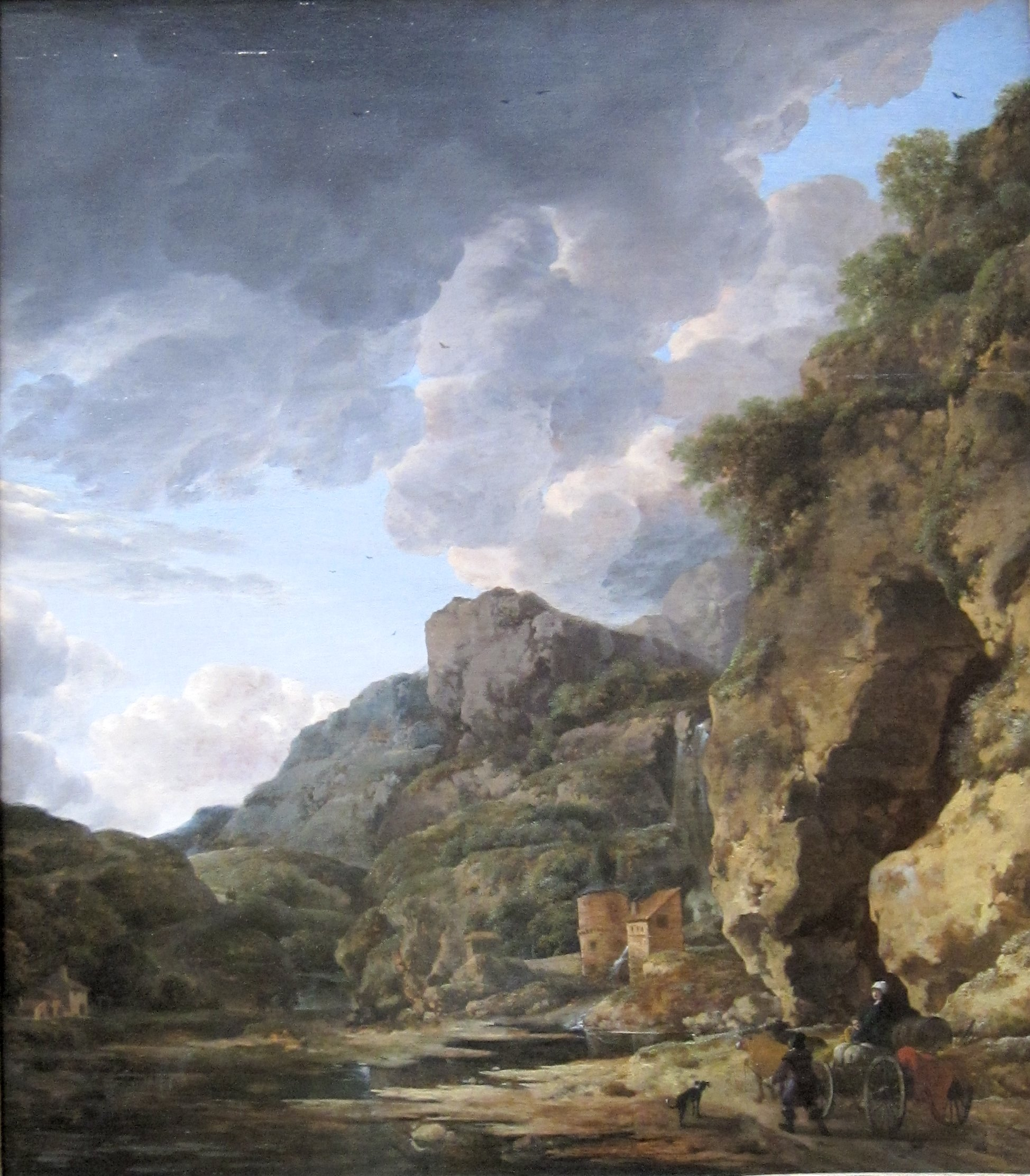
Paysage de montagne avec rivière et charriot

Herman Nauwincx est né le 27 octobre 1623 à Amsterdam ou Schoonhoven aux Pays-Bas. 
Il se forme à la peinture en Hollande septentrionale et se spécialise dans la peinture de paysages hollandais, de paysages italianisants, avec des représentations d'ensembles architecturaux, des vues de villages et des fortifications dans le style d'Antonie Waterloo. Il collabore avec d'autres artistes pour la réalisation de certaines œuvres oú la peinture des paysages lui est confiée. On peut noter que les peintres tels que Willem Schellinks, Gerbrand van den Eeckhout et Jan Asselyn ont collaboré avec l'artiste en peignant de leur côté des personnages.
Sa technique et ses sujets de peinture montrent que l'artiste est familier avec la tradition des peintres paysagistes hollandais italianisants, ainsi que celle plus purement hollandaise telle que celle inspirée par Jacob van Ruisdael.
Nauwincx travaille successivement à Amsterdam de 1648 à 1650, à Schoonhoven en 1651, puis à Hambourg, où il s'installe très probablement pour ses activités commerciales de marchand de tapis.
Il meurt vers 1670 à Hambourg en Allemagne.

## Œuvres
- Paysage méridional[3], Musée Bredius, La Haye
- Paysage de montagne avec une rivière et une charrette[4], The J.Paul Getty Museum, Los Angeles
- Le baptême de l'eunuque éthiopien par le diacre Philippe[5], Musée du Louvre,  Paris